# Śmiechów
Śmiechów (do 1945 niem. Schulzenhagen) – wieś sołecka w Polsce położona w województwie zachodniopomorskim, w powiecie koszalińskim, w gminie Będzino. Dojeżdża się do niej zjeżdżając z krajowej 11 na odcinku Koszalin-Kołobrzeg w miejscowości Borkowice. Przy południowej zabudowie wsi płynie rzeka Czerwona.
Dawna nazwa niemiecka to Schulzenhagen.
Dawniej Śmiechów stanowił dobro rycerskie rodziny von Damitz. Datowanie kościółka w Śmiechowie oraz nazwa miejscowości z końcówką -hagen, wskazują, że miejscowość powstała w okresie osadnictwa niemieckiego, które miało miejsce na przełomie XIII i XIV wieku.
Na początku 1930 gmina Śmiechów przynależała do okręgu Koszalińskiego (niem. Kreis Köslin), który znajdował się w obrębie prowincji Pomorskiej (niem. Provinz Pommern). Gmina ta miała całkowitą powierzchnię 8,1 km² i obejmowała swą powierzchnią jedyną miejscowość jaką był właśnie Śmiechów. W tamtych czasach znajdowało się tutaj około 40 zamieszkałych domów. W roku 1925 odnotowano, że mieszkało tutaj 339 mieszkańców, z których wszyscy byli ewangelikami augsburskimi (luteranami).
W latach 1946–54  istniała gmina Śmiechów.
Teren Śmiechowa znajduje się w obszarze chronionego krajobrazu Koszalińskiego Pasa Nadmorskiego.
Ze względu na niewielką odległość od Morza Bałtyckiego (ok. 3 km) oraz wznoszący się w nim charakterystyczny kościółek, Śmiechów był nanoszony na morskie mapy nawigacyjne i stanowił punkt orientacyjny póki nie wybudowano latarni morskiej w pobliskiej miejscowości Gąski.

## Zabytki
- gotycki kościół pw Matki Bożej Królowej Polski otoczony przykościelnym cmentarzem. Jego początki datuje się na końcówkę XIII wieku, obecna świątynia pochodzi z XV w., posiada kamienną nawę i przysadzistą, ceglaną wieżę, która otwiera się od frontu wysoką, profilowaną wnęką z kilkuuskokowym portalem. Zachodnią ścianę nawy wieńczą półszczyty. Wystrój wnętrza w stylu renesansowo-barokowym[6]. Wejście na okalający cmentarz prowadzi przez zabytkową bramkę.
- dwór secesyjny w formie willi z początku XX wieku (nr rej 1178 z 29.06.1983).
- ceglany budynek szkoły z przełomu XIX i XX wieku. Obecnie nie posiada takiego przeznaczenia.